# Сльозова кістка

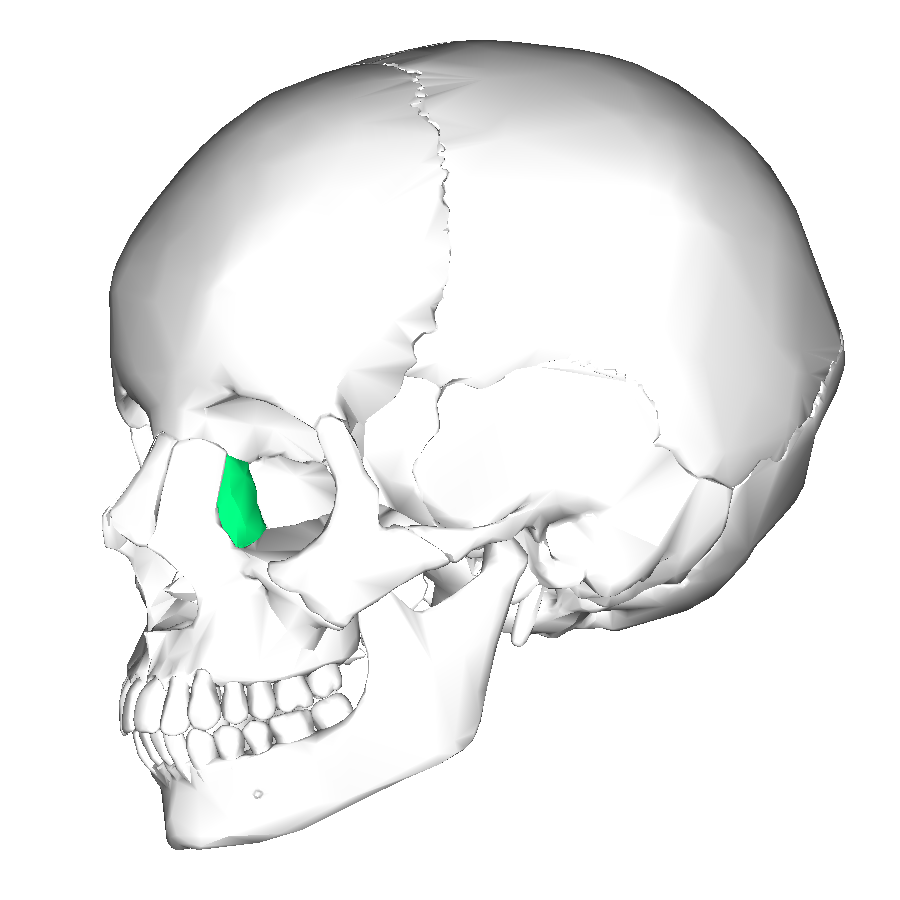

Сльозова кістка (лат. os lacrimale) — парна кістка лицевого черепа. Вона найтонша з усіх кісток черепа. Розміщена в передній частині присередньої стінки очної ямки. На передній частині зовнішньої поверхні кістки є сльозова борозна, яка з однойменною борозною верхньої щелепи утворює ямку сльозового мішка, а потім нососльозовий канал. Сльозова борозна ззаду обмежена заднім сльозовим гребенем, що закінчується сльозовим гачком.
Кістки з'єднуються з відповідними верхньощелепними сльозноверхньощелепним швом (sutura lacrimomaxillaris).